# Cotija (sajt)
A cotija (queso Cotija, queso añejo vagy queso seco) mexikói eredetű, félkemény, omlós, morzsalékony, tehéntejből (vagy zebuval keresztezett tehén tejéből) készülő sajt, nevét a Michoacán állambeli Cotija de la Paz városról kapta. Színe fehér vagy piszkosfehér, íze igen sós, ezért inkább reszelve ízesítőként használják. Időnként a mexikói parmezán néven is emlegetik.

## Előállítása
A sajt tehéntejből készül, Mexikóban hagyományosan legalább 100 napig érlelik, ám az Amerikai Egyesült Államokban kifejlesztettek olyan eljárást (lipáz enzim hozzáadásával), mellyel akár négy hét alatt is elkészülhet. Sótartalma igen magas, 4% körül van, ennek fő oka, hogy szülőhazájában meleg éghajlaton gyártották, ahol a tartósítás miatt volt szükséges a sok só. Az eredeti cotiját érleléskor maguey (egyfajta agávé) levelébe csomagolják, ez felületének jellegzetes mintázatot is ad.

## Története
A cotiját először az 1600-as évek elején állították elő Mexikóban, ebben az évszázadban adóként is ezt a sajtot szolgáltatták be a helyiek. Cotija városa a következő századokban főként úgynevezett arrierók által lakott település volt: ők olyan kereskedők voltak, akik öszvérháton szállították árujukat az ország távoli vidékeire, és ők voltak azok, akik elterjesztették a helyi sajt elnevezéseként a cotija nevet. A sajtgyártás a 20. század elején érte el első csúcspontját (és körülbelül a század közepéig tartott), ekkor úgy mondták, nagyon jól meg lehetett élni a sajtkészítésből. Azonban hamarosan az infrastruktúra fejlődése és a kereskedelem változásai megkövetelték az újabb gyártási módszerek alkalmazását volt, ahol ipari módszerekre tértek át, ezzel pedig a legtöbb kézműves sajtkészítő nem tudott versenyezni. Viszont az elszigeteltebb hegyi falvakban azóta sem alakult át az eredeti gyártási folyamat, bár ennek az állapotnak a fenntartása évről évre egyre nehezebb. A 21. század elején 6 községben mintegy 500 személy foglalkozott a cotija gyártásával és évente mintegy 600 tonnát készítenek.
2000-ben rendezték meg Cotija városában az első Cotija Fesztivált, ahol a hat gyártó község (Michoacán államból Cotija, Tocumbo és Buenavista, Jalisco államból pedig Santa María del Oro, Jilotlán de los Dolores és Quitupan) képviseltette magát.
2006-ban egy olaszországi világversenyen több mint 500 sajt közül elnyerte az év legjobb külföldi (nem olasz) sajtja díjat.

## Eredetvédelem
Az eredeti cotija sajtot kizárólag Michoacán és Jalisco néhány hegyi községében állítják elő (a Jalmich-hegységben), azonban országszerte elterjedtek az úgynevezett cotija típusú sajtok (főként a két állam többi vidékén, valamint Chiapas és Veracruz egyes vidékein), melyek viszont eltérő minőségűek: általában kevesebb ideig érleltek és sósabbak (ellenben jóval olcsóbbak). Ezért az 1990-es évek végén született egy rendelkezés, ami kijelölte az eredeti cotija származási területét. Azonban ez a jogi szabályozás eléggé ellentmondásos és hiányos volt, több kérdést is felvetett, ezért később pontosították, utoljára 2005-ben: ekkor nyerte el az úgynevezett marca colectiva státuszt, ami szélesebb körű eredetvédelmet biztosít.
A szabályozás kimondja a következőket: mind a cotija alapanyagául szolgáló tejnek a körülbelül 2400 km²-es régióból kell származnia, mind a gyártás műveleteinek itt kell történnie. A készítés időszaka csak az esős évszak (általában június-október) lehet, az elkészült sajtokat 20 cm átmérőjű, 40 cm magas hengerekké kell formálni (így tömegük átlagosan 20 kg lesz). Az érlelés enzimatikus oltóanyaggal legalább 3 hónapig kell, hogy tartson, ezalatt a sajtot minden egyes nap sós vízzel kell bedörzsölni. A kész sajt zsírtartalma legalább a 27%-ot, fehérjetartalma a 23%-ot kell elérje, a tejben pedig 6-féle meghatározott baktériumnak kell jelen lennie.